# Máy bay ném bom chiến thuật
Một máy bay ném bom chiến thuật là một máy bay tương đối nhỏ được sử dụng trong khu vực chiến đấu để tấn công các đơn vị trang bị quân sự cho sự ném bom chiến thuật.
Những máy bay ném bom chiến thuật đáng chú ý bao gồm:
Chiến tranh thế giới II
- Hoa Kỳ
  - B-26 Marauder
  - B-25 Mitchell
- Vương quốc Anh
  - DeHavilland Mosquito
  - Hawker Typhoon
- Đức Quốc xã
  - Dornier Do 17
  - Heinkel He 111
  - Henschel Hs 129
  - Junkers Ju 87, the Stuka
  - Junkers Ju 88
- Liên Xô
  - Ilyushin Il-2 Sturmovik
  - Ilyushin Il-10
  - Tupolev Tu-2
  - Petlyakov Pe-2
  - Petlyakov Pe-3

Chiến tranh Triều Tiên
- Hoa Kỳ
  - F4U Corsair

Chiến tranh Việt Nam
- Liên Xô
  - Mikoyan-Gurevich MiG-17
- Hoa Kỳ
  - A-1 Skyraider
  - F-105 Thunderchief
  - F-4 Phantom
  - A-6 Intruder

Angola (Angola, Nam Phi, Cuba)
- Liên Xô
  - Mikoyan-Gurevich MiG-23
- Pháp
  - AMD Mirage F1CZ và AZ

Chiến tranh Xô viết tại Afghanistan
- Liên Xô
  - Sukhoi Su-17
  - Mikoyan-Gurevich MiG-23
  - Mikoyan-Gurevich MiG-27

Iraq/Afghanistan
- Hoa Kỳ
  - A-10
  - F-16 Fighting Falcon
  - Panavia Tornado
  - F-117 Nighthawk

Chechnya
- Liên Xô
  - Sukhoi Su-24 Fencer
  - Sukhoi Su-25 Frogfoot
  - Mikoyan MiG-29